# Claix (Isère)
 Claix  es una población y comuna francesa, en la región de Ródano-Alpes, departamento de Isère, en el distrito de Grenoble y cantón de Vif.

## Demografía
| 2391 | 3105 | 3926 | 5382 | 6960 | 7388 |
| Para los censos de 1962 a 1999 la población legal corresponde a la población sin duplicidades (Fuente: INSEE [Consultar]) |      |      |      |      |      |